# Mazowieck (gmina)
Mazowieck (do 1870 miasto Mazowieck, od 1919 miasto Wysokie Mazowieckie + Wysokie Mazowieckie) – dawna gmina wiejska istniejąca na przełomie XIX i XX wieku w guberni łomżyńskiej. Siedzibą władz gminy była osada miejska Mazowieck (obecnie Wysokie Mazowieckie).
Gmina Mazowieck powstała za Królestwa Polskiego – 31 maja 1870 w powiecie mazowieckim w guberni łomżyńskiej w związku z utratą praw miejskich przez miasto Mazowieck i przekształceniu jego w wiejską gminę Mazowieck w granicach dotychczasowego miasta z dołączeniem niektórych wsi z sąsiednich gmin Chojany i Szepietowo. W końcu XIX wieku do gminy Mazowieck przyłączono obszar zniesionej gminy Chojany.
7 lutego 1919 przywrócono Wysokiemu Mazowieckiemu (Mazowieckowi) prawa miejskie, przez co miasto wyłączono z gminy, której nazwę zmieniono na Wysokie Mazowieckie.

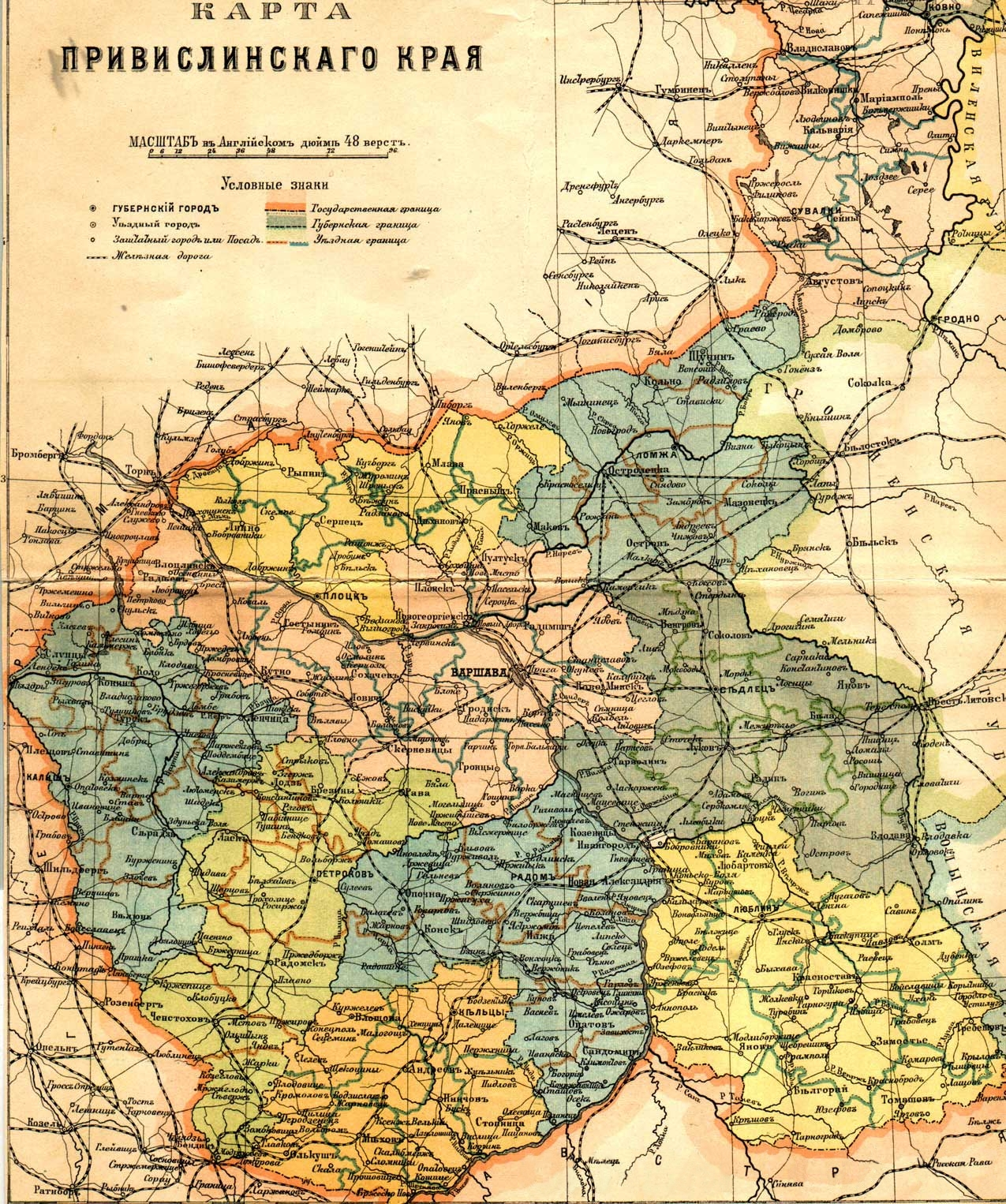
Mapa Kongresówki XIX wiek